# 布氏鱷屬
布氏鱷屬（屬名：Bretesuchus）是鱷形超目西貝鱷科的一科，生存於古新世的阿根廷。

## 發現
布氏鱷的化石發現於阿根廷西北部的Maíz Gordo組地層，地質年代約5870萬到5580萬年前，相當於古新世晚期的贊尼特階。在1993年，佐蘭·加斯帕里尼（Zulma Gasparini）等人將這些化石敘述、命名。模式種是波拿巴布氏鱷（B. bonapartei），屬名意為「El Brete的鱷魚」，El Brete是化石的發現地點；種名則是以阿根廷古生物學家約瑟·波拿巴（Jose Bonaparte）為名
布氏鱷的前上頜骨高度彎曲，顯示布氏鱷屬於西貝鱷類演化支；西貝鱷類是群肉食性陸棲鱷形類，口鼻部狹長，主要生存於南美洲。布氏鱷最初被歸類於獨自的布氏鱷科（Bretesuchidae），當時被認為是西貝鱷的姊妹分類單元。
在2007年，玻利維亞的聖露西亞組（Santa Lucia Formation）地層發現西貝鱷的新種（S. querejazus），而該地層屬於古新世早期。這個西貝鱷新種被歸類於布氏鱷科，之後被建立為新屬，佐蘭鱷（Zulmasuchus）。近年種系發生學研究發現，布氏鱷科與西貝鱷科有高度重疊，因此布氏鱷科是西貝鱷科的異名。佐蘭鱷其實是西貝鱷的近親，跟布氏鱷的關係較遠。